# استفان ماربوری
استفان ماربوری (انگلیسی: Stephon Marbury؛ زاده ۲۰ فوریهٔ ۱۹۷۷) یک ورزشکار اهل ایالات متحده آمریکا است. 